# Jabwot
Jabwot, inne nazwy: Jabat, Jabwat, (j. marsz: Jebat) – wyspa koralowa na Wyspach Marshalla na Oceanie Spokojnym. Należy do łańcuchu wysp Ralik Chain. Według danych za rok 2011 wyspę zamieszkiwało łącznie 84 osoby (spadek w stosunku do 1999 roku, kiedy to liczba ta wynosiła 95), na wyspie znajdowały się 23 domy. Zlokalizowane jest tu także lotnisko (kod IATA: JAT).
Wyspa została odkryta w 1566 roku.

## Geografia
Jabwot leży 15 km na północny wschód od atolu Ailinglapalap. Jej powierzchnia wynosi 0,57 km², a największa szerokość 1,2 km. W przeszłości wyspę określano nazwami: Japwat i Tebot.
W 1967 r. stwierdzono występowanie na Jabwot 9 gatunków ptaków, w tym 1 lęgowego (kur bankiwa) i 4 potencjalnie lęgowych. Na wyspie spotkać można przedstawicieli gatunku Colocasia esculenta.